# Rhyacophila kondratieffi
Rhyacophila kondratieffi är en nattsländeart som beskrevs av Parker 1986. Rhyacophila kondratieffi ingår i släktet Rhyacophila och familjen rovnattsländor. Inga underarter finns listade i Catalogue of Life.